# Ctenophthalmus assimilis
Ctenophthalmus assimilis är en loppart som först beskrevs av Taschenberg 1880.  Ctenophthalmus assimilis ingår i släktet Ctenophthalmus och familjen mullvadsloppor.

## Underarter
Arten delas in i följande underarter:
- C. a. assimilis
- C. a. bernhardus
- C. a. erectus